# Volkswagen Passat B3

## Passat B3 (1988-1993)
Para la tercera generación del Passat (Tipo 35I), se eliminó la carrocería liftback, así como las de dos puertas laterales. Por lo tanto, las dos únicas opciones de carrocería eran una sedán de cuatro puertas y una familiar de cinco puertas. El diseño frontal estaba inspirado en el concept Volkswagen Auto 2000 que se había presentado en 1981.
El Passat B3 también pasó a montar lo motores transversalmente, lo que en principio impidió montar motores de seis cilindros como algunos de sus rivales. Esto se solucionó llevando el ángulo entre ambas bancadas de cilindros a 15 grados, mucho menos de lo habitual - esta configuración tomo la designación comercial VR6, mezcla de los términos alemanes V-Motor y Reihenmotor («motor en V» y «motor en línea» respectivamente).
El más potente era el 2.8 L VR6 de 174 CV. La versión «Passat G60» poseía un motor G60 cuatro cilindros con compresor G, que desarrollaba 160 CV. Los Diésel eran de entre 68 y 80 CV.
El modelo llegó a México en 1991 gracias al gobierno que permitió que fabricantes instalados en México pudiesen importar automóviles, a partir de aquí se denominaría Passat y entraría a formar parte de lo que hoy es una nutrida gama de automóviles de lujo.

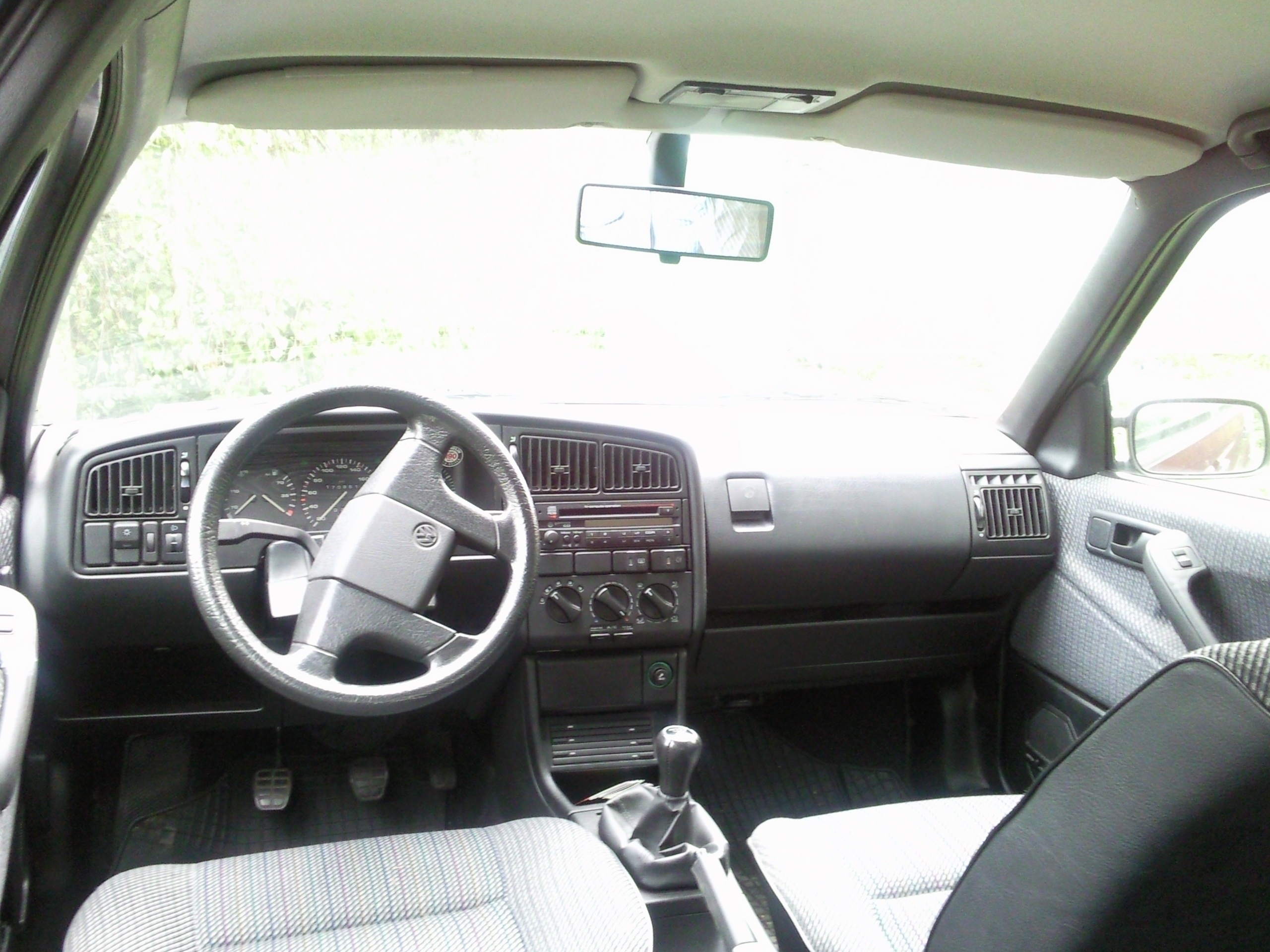
VW Passat B3 interior
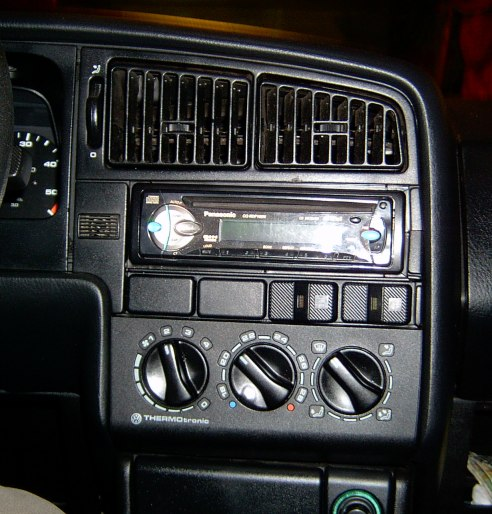
El Passat B3 tenía como opción el Thermotronic mientras que al B4 se le puso como opcional el Climatronic.
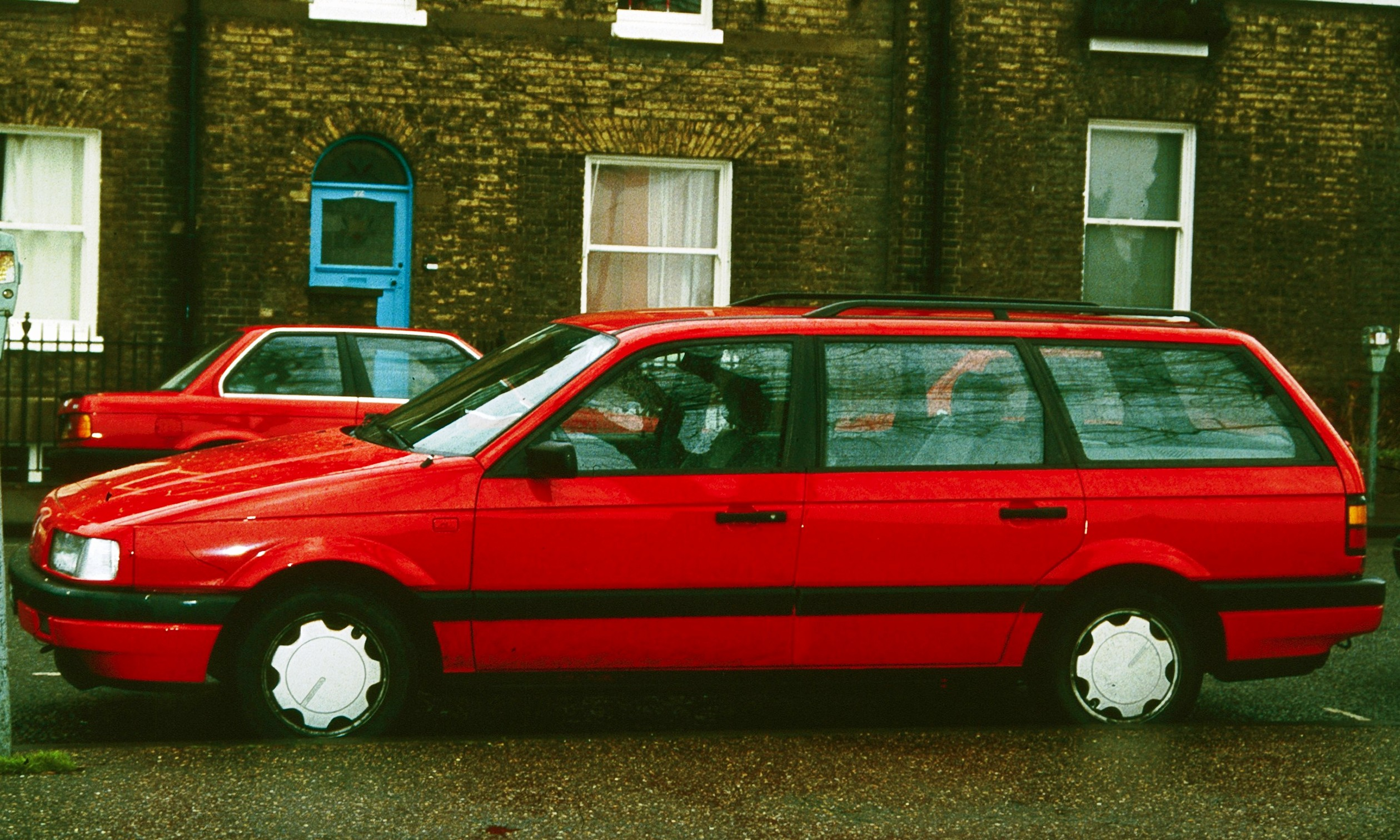
Volkswagen Passat Variant B3
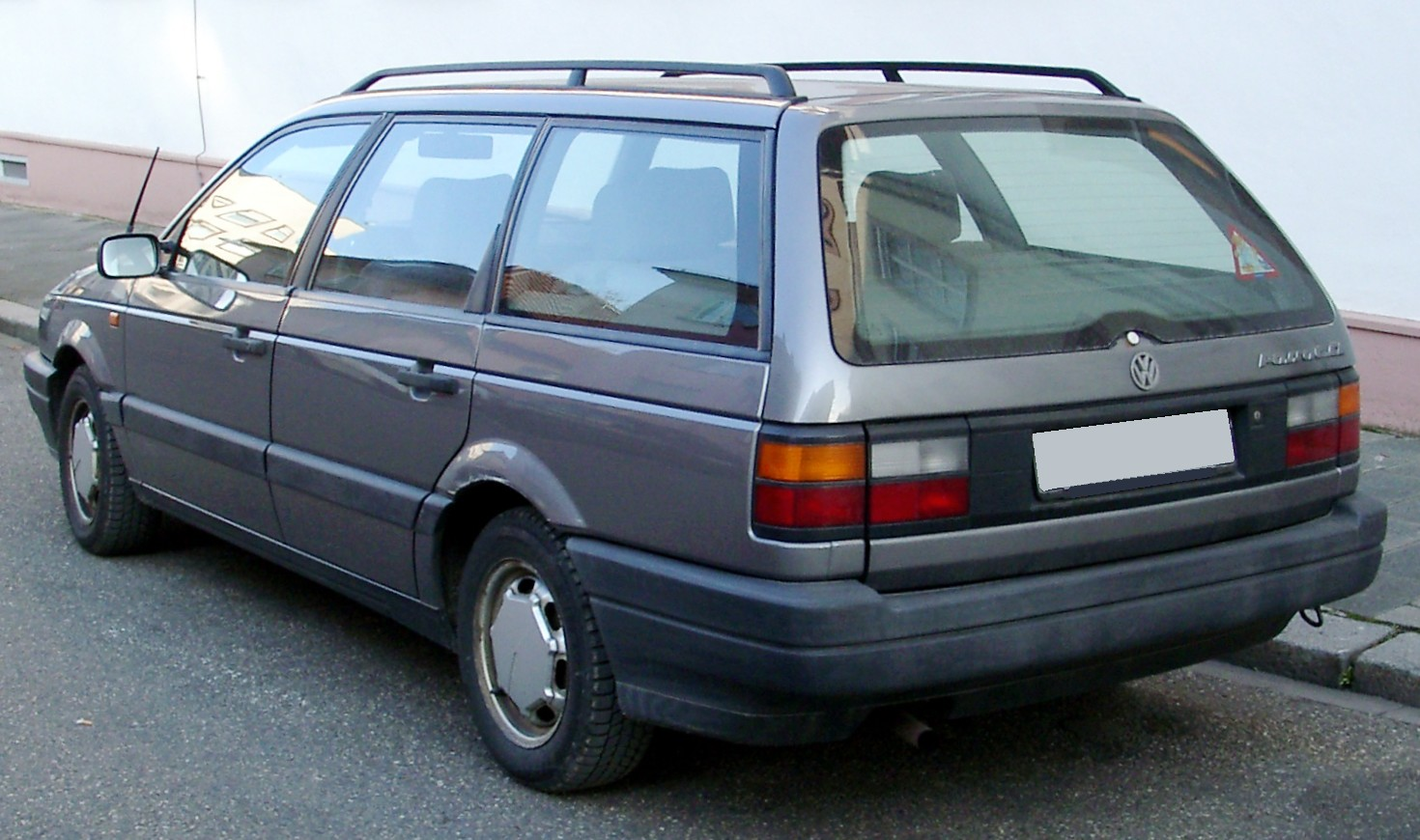
Volkswagen Passat Variant B3

### Motorizaciones
| Periodo                        | 1988-1989                                     | 1988-1990                                     | 1988-1993                                     | 1990-1993                  | 1988-1990                                         | 1990-1991                                         | 1991-1993                                         | 1988-1990                                         | 1988-1990                                         | 1988-1993              | 1989-1993              | 1989-1993                                         | 1988-1993                                         | 1991-1993                                         |
| Identificación del motor       | RF                                            | 1F                                            | EZ, ABN                                       | AAM                        | RP                                                | RP                                                | ABS                                               | PF                                                | PB                                                | KR                     | PG                     | 2E                                                | 9A                                                | AAA                                               |
| Tipo de motor                  | L4 8v, carburación                            | L4 8v, inyección monopunto                    | L4 8v, carburación                            | L4 8v, inyección monopunto | L4 8v, inyección monopunto                        | L4 8v, inyección monopunto                        | L4 8v, inyección monopunto                        | L4 8v                                             | L4 8v                                             | L4 16v                 | L4 8v, compresor       | L4 8v                                             | L4 16v                                            | VR6 12v                                           |
| Diámetro x carrera             | 81.0 mm × 77.4 mm                             | 81.0 mm × 77.4 mm                             | 81.0 mm × 77.4 mm                             | 81.0 mm × 86.4 mm          | 81.0 mm × 86.4 mm                                 | 81.0 mm × 86.4 mm                                 | 81.0 mm × 86.4 mm                                 | 81.0 mm × 86.4 mm                                 | 81.0 mm × 86.4 mm                                 | 81.0 mm × 86.4 mm      | 81.0 mm × 86.4 mm      | 82.5 mm × 92.8 mm                                 | 82.5 mm × 92.8 mm                                 | 81.0 mm × 90.3 mm                                 |
| Cilindrada                     | 1595 cm³                                      | 1595 cm³                                      | 1595 cm³                                      | 1781 cm³                   | 1781 cm³                                          | 1781 cm³                                          | 1781 cm³                                          | 1781 cm³                                          | 1781 cm³                                          | 1781 cm³               | 1781 cm³               | 1984 cm³                                          | 1984 cm³                                          | 2792 cm³                                          |
| Relación de compresión         | 9.0: 1                                        | 9.0: 1                                        | 9.0: 1                                        | 9.0: 1                     | 9.0: 1                                            | 9.0: 1                                            | 10.0 : 1                                          | 10.0 : 1                                          | 10.0 : 1                                          | 10.0 : 1               | 8.0: 1                 | 10.0: 1                                           | 10.8: 1                                           | 10.0: 1                                           |
| Potencia máxima: CV (kW) @ rpm | 72 CV (53 kW) @ 5200                          | 72 CV (53 kW) @ 5200                          | 75 CV (55 kW) @ 5200                          | 75 CV (55 kW) @ 5000       | 90 CV (66 kW) @ 5250                              | 90 CV (66 kW) @ 5400                              | 90 CV (66 kW) @ 5500                              | 107 CV (79 kW) @ 5400                             | 112 CV (82 kW) @ 5400                             | 136 CV (100 kW) @ 6300 | 160 CV (118 kW) @ 5600 | 115 CV (85 kW) @ 5400                             | 136 CV (100 kW) @ 5800                            | 174 CV (128 kW) @ 5800                            |
| Par máximo: Nm @ rpm           | 120 Nm @ 2700                                 | 125 Nm @ 2750                                 | 125 Nm @ 2600                                 | 140 Nm @ 2500              | 142 Nm @ 3000                                     | 142 Nm @ 2600                                     | 145 Nm @ 2500                                     | 154 Nm @ 3800                                     | 159 Nm @ 4000                                     | 162 Nm @ 4800          | 225 Nm @ 3800          | 115 Nm @ 5400                                     | 180 Nm @ 4400                                     | 235 Nm @ 4200                                     |
| Tracción                       | Delantera                                     | Delantera                                     | Delantera                                     | Delantera                  | Delantera                                         | Delantera                                         | Delantera                                         | Delantera                                         | Delantera                                         | Delantera              | Total                  | Delantera / Total                                 | Delantera                                         | Delantera                                         |
| Transmisión                    | Manual, 4 velocidades / Manual, 5 velocidades | Manual, 4 velocidades / Manual, 5 velocidades | Manual, 4 velocidades / Manual, 5 velocidades | Manual, 5 velocidades      | Manual, 5 velocidades / Automática, 4 velocidades | Manual, 5 velocidades / Automática, 4 velocidades | Manual, 5 velocidades / Automática, 4 velocidades | Manual, 5 velocidades / Automática, 4 velocidades | Manual, 5 velocidades / Automática, 4 velocidades | Manual, 5 velocidades  | Manual, 5 velocidades  | Manual, 5 velocidades / Automática, 4 velocidades | Manual, 5 velocidades / Automática, 4 velocidades | Manual, 5 velocidades / Automática, 4 velocidades |
| Aceleración (0-100 Km/h)       | 16.3-16.6 s                                   | 16.3-16.6 s                                   | 15.7-16.0 s                                   | 15.5-15.8 s                | 13.9-14.2 s                                       | 13.9-14.2 s                                       | 13.9-16.4 s                                       | 12.3-13.4 s                                       | 11.8-12.9 s                                       | 10.4-10.6 s            | 9.6-9.8 s              | 11.3-12.9 s                                       | 10.2-11.0 s                                       | 8.2-8.3 s                                         |
| Velocidad máxima               | 161-169 Km/h                                  | 161-169 Km/h                                  | 165-171 Km/h                                  | 165-171 Km/h               | 170-177 Km/h                                      | 170-177 Km/h                                      | 170-177 Km/h                                      | 184-190 Km/h                                      | 188-192 Km/h                                      | 199-206 Km/h           | 210-215 Km/h           | 185-195 Km/h                                      | 197-206 Km/h                                      | 214-220 Km/h                                      |

| Periodo                        | 1988-1989                 | 1989-1993                 | 1989-1993             | 1991-1993             |
| Identificación del motor       | RA                        | SB                        | 1Y                    | AAZ                   |
| Tipo de motor                  | L4 8v, turbo, intercooler | L4 8v, turbo, intercooler | L4 8v                 | L4 8v, turbo          |
| Diámetro x carrera             | 76.5 mm × 86.4 mm         | 76.5 mm × 86.4 mm         | 79.5 mm × 95.5 mm     | 79.5 mm × 95.5 mm     |
| Cilindrada                     | 1588 cm³                  | 1896 cm³                  | 1896 cm³              | 1896 cm³              |
| Relación de compresión         | 23.0: 1                   | 23.0: 1                   | 23.0: 1               | 22.5: 1               |
| Potencia máxima: CV (kW) @ rpm | 80 CV (59 kW) @ 4500      | 80 CV (59 kW) @ 4500      | 68 CV (50 kW) @ 4400  | 75 CV (55 kW) @ 4400  |
| Par máximo: Nm @ rpm           | 155 Nm @ 2500-3000        | 152 Nm @ 2300-2800        | 127 Nm @ 2200-2600    | 140 Nm @ 2200-2800    |
| Tracción                       | Delantera                 | Delantera                 | Delantera             | Delantera             |
| Transmisión                    | Manual, 5 velocidades     | Manual, 5 velocidades     | Manual, 5 velocidades | Manual, 5 velocidades |
| Aceleración 0–100 km/h         | 16.0-16.2 s               | 16.0-16.2 s               | 19.0-19.4 s           | 17.7-18.0 s           |
| Velocidad máxima               | 164-170 Km/h              | 164-170 Km/h              | 155-160 Km/h          | 160-165 Km/h          |